# Scarlata nirvana
Scarlata nirvana — вид лускокрилих комах родини склівок (Sesiidae). Описаний у 2022 році. Поширений в Малайзії.

## Назва
Вид названий на честь Nirvana Asia Group, яка співфінансувала експедицію до Малайзії, під час якої було відкрито цей новий вид.

## Опис
Маленькі (розмах крил 14–17 мм) і стрункі метелики з червоним кольором, помітними пучками подовжених лусочок на задніх лапах. Вусики прості та булавоподібні, лоб покритий гладкими лусочками, губні щупи переважно гладколускоподібні з вузькими подовженими лусками на кінчику та широкими, злегка піднятими лусками біля основи. Грудна частина і черевце вкриті гладкою лускою червоного або чорного кольору. Крила переважно прозорі з широкими чорними дисковими плямами та краями на передніх і задніх крилах. Морфологія чоловічих статевих органів відрізняється від інших Osminiini: uncus з дуже короткими склеротизованими щетинками по краях, подібні щетинки утворюють невелику ділянку або ряд на кінчику клапана, клапан складений всередину субапікально на береговому краї.